# Port lotniczy Winnica
Port lotniczy Winnica (ukr. Аеропорт «Вінниця» (Гавришівка), ang.: Vinnitsa Airport, kod IATA: VIN, kod ICAO: UKWW) – krajowe lotnisko w Hawrisziwce koło Winnicy, na Ukrainie. 6 marca 2022 podczas inwazji lotnisko zostało ostrzelone przez wojska rosyjskie.

## Kierunki lotów i linie lotnicze
Od lipca 2020 r. na lotnisku nie było regularnych połączeń. Lotnisko było używane do nieregularnych operacji czarterowych do miejsc w basenie Morza Śródziemnego, takich jak Czarnogóra, Egipt i Turcja.